# Tombe de Ferenc Gaál
La tombe de Ferenc Gaál (en serbe cyrillique : Гробница Гал Ференца у Суботици ; en serbe latin : Grobnica Gal Ferenca u Subotici) est située à Subotica, dans la province de Voïvodine et dans le district de Bačka septentrionale, en Serbie. Elle est inscrite sur la liste des monuments culturels de grande importance de la République de Serbie (identifiant no SK 1227).

## Présentation
Le compositeur et pédagogue de la musique Ferenc Gaál (1860-1906) est enterré dans le Bajsko groblje à Subotica.
Né en 1860, il étudie à Pest puis, à partir du 1er octobre 1882, il devient directeur de l'École de musique de Subotica ; il dirige aussi l'orchestre et le chœur de l'église Sainte-Thérèse-d'Avila,. Il est mort à Subotica en 1906.
Le monument sur sa tombe est l'œuvre du sculpteur Albert Keller, qui l'a réalisé en 1906. Il se présente comme une synthèse du style Sécession géométrisé et du symbolisme. Sur le sarcophage se dresse une figure féminine tenant des couronnes de laurier, qui apparaît comme « une figure de la mort mélancolique et de l'éternité ». L'ensemble est stylisé et se montre marqué par une certaine influence de l'architecture monumentale égyptienne, assyrienne et babylonienne.